# Bataille de la Shangani
Pour les articles homonymes, voir Shangani.
Première guerre anglo-matabélé (1893-1894)
La bataille de la Shangani est livrée le 25 octobre 1893 pendant la Première Guerre ndébélé au Zimbabwe actuel.
Une colonne britannique commandée par le major Patrick Forbes (en) et qui se dirige vers Bulawayo, la capitale des Matabélés ou Ndébélés, est attaquée dans la nuit, alors qu'elle est au bivouac sur les berges de la rivière Shangani, par 5 à 6 000 guerriers. Réitérant les erreurs qu'ils avaient commises contre les Boers plus de cinquante ans plus tôt à la bataille de Vegkop, les Matabélés donnent l'assaut alors que le convoi britannique est formé en cercle et que les chariots constituent des retranchements derrière lesquels les défenseurs, dotés de surcroit de fusils à répétition, de canons et de mitrailleuses Maxim, les déciment quasi-impunément. Vaincus, les Matabélés quittent le champ de bataille tandis que le chef Manonda, désespéré par l'issue des combats, se suicide.

## Sources
- (en) Donald Featherstone, Africa : from the campaigns against the Kaffirs to the South African war, Londres, Cassell, 1992, 160 p. (ISBN 978-0-304-34174-0).
- (en) George C. Kohn, Dictionary of wars, New York, N.Y, Facts on File, 1986, 586 p. (ISBN 978-0-8160-1005-9 et 978-0-948-89409-1)